# Nikolaj Ljukšinov
Nikolaj Michajlovič Ljukšinov (in russo Николай Михайлович Люкшинов?; Artjušino, 27 ottobre 1915 – San Pietroburgo, 18 marzo 2010) è stato un allenatore di calcio e calciatore sovietico, di ruolo attaccante.
Reduce della grande guerra patriottica, dove fu gravemente ferito, raggiunse il grado di maggiore.

## Carriera

### Club
Ljukšinov iniziò la carriera calcistica allo Spartak Ivanovo, per poi trasferirsi allo ŠVSM Leningrado, club con cui giocò fino all'inizio della seconda guerra mondiale. La sua carriera da calciatore si interruppe nel 1941.

### Allenatore
Dopo il ritiro, intraprese la carriera da allenatore. Fu inizialmente assistente tecnico allo Zenit Leningrado, che allenò successivamente come primo allenatore a metà degli anni cinquanta. In seguito, lavorò all'estero alla guida della nazionale albanese e del FK Partizani Tirana.
Rientrato in Unione Sovietica, guidò l’Admiralteec Leningrado e infine il Dinamo Leningrado, concludendo la sua attività nel 1962.

## Palmarès

### Allenatore

#### Competizioni nazionali
- Campionato albanese: 1

Partizani Tirana: 1957
- Coppa d'Albania: 1

Partizani Tirana: 1957
- Pervaja Liga: 1

Admiralteec: 1959 (Gruppo 5 e Finale)